# Kung Fu Records
Kung Fu Records est un label indépendant américain, basé à Seal Beach, en Californie. Il est fondé en 1996 par Joe Escalante et Warren Fitzgerald, musiciens du groupe The Vandals. À l'origine, le label est fondé en 1996 pour éditer les albums du groupe Assorted Jelly Beans, mais l'entreprise s'étend bientôt à d'autres groupes, comme The Ataris et naturellement The Vandals. L'extension des produits du label donne naissance au label conjoint Broken Sounds Records, qui se focalise sur des groupes de punk hardcore.

## Histoire
Kung Fu Records est fondé par le bassiste des Vandals Joe Escalante et le guitariste Warren Fitzgerald en 1996. Escalante avait été exhorté par sa femme à permettre au groupe de Riverside, en Californie, Assorted Jelly Beans, de faire la première partie des Vandals, et lui et Fitzgerald ont été tellement impressionnés par leur performance qu'ils ont décidé de créer un label afin de sortir le premier album du groupe.
En 2010, le label et le groupe Vandals sont poursuivis en justice par Daily Variety, déclarant avoir violé un accord découlant d'une plainte déposée par Variety en 2004 concernant le design de la couverture de l'album Hollywood Potato Chip des Vandals, ressemblant au logo de Variety. Le label remporte le premier tour et l'affaire est renvoyée du Delaware aux tribunaux californiens. Le litige est finalement réglé en 2012.

## Groupes notables
- Antifreeze
- Apocalypse Hoboken
- Assorted Jelly Beans
- The Ataris
- Audio Karate
- Bouncing Souls[7]
- Down by Law
- The God Awfuls
- Josh Freese
- Kenneth Keith Kallenbach
- Knock-Out
- Longfellow
- Sweet and Tender Hooligans
- Ozma[8]
- Mi6
- Tsunami Bomb[7]
- Underminded
- Useless ID
- The Vandals
- Versus the World

## Compilations
Tout comme de nombreux labels indépendants, Kung Fu Records édite de nombreuses compilations vendues à bas prix afin de se promouvoir ; la plus célèbre est la seule sortie sous un seul titre, Punk Rock is Your Friend, reste la plus vendue, et a fixé le titre des prochains volumes à paraître.